# Блумсбург (Пенсилванија)
Блумсбург (енгл. Bloomsburg) град је у америчкој савезној држави Пенсилванија. По попису становништва из 2010. у њему је живело 14.855 становника.

## Демографија
Према попису становништва из 2010. у граду је живело 14.855 становника, што је 2.480 (20,0%) становника више него 2000. године.
| Група             | 2000.          | 2010.          |
| Белци             | 11.583 (93,6%) | 13.050 (87,8%) |
| Афроамериканци    | 322 (2,6%)     | 914 (6,2%)     |
| Азијати           | 137 (1,1%)     | 232 (1,6%)     |
| Хиспаноамериканци | 215 (1,7%)     | 508 (3,4%)     |
| Укупно            | 12.375         | 14.855         |